# Leucosyrinx caecilia
Leucosyrinx caecilia é uma espécie de gastrópode do gênero Leucosyrinx, pertencente a família Pseudomelatomidae.